# Кориљано (Салерно)
Кориљано (итал. Corigliano) је насеље у Италији у округу Салерно, региону Кампанија.
Према процени из 2011. у насељу је живело 49 становника. Насеље се налази на надморској висини од 62 м.